# LC (album)
Pour les articles homonymes, voir LC.
Albums de The Durutti Column
The Return of the Durutti Column
(Janvier 1980) Another Setting
(Août 1983)
LC  est le deuxième album du groupe anglais The Durutti Column. Il est sorti en novembre 1981 sur le label Factory Records. LC sont les initiales pour Lotta Continua (La Lutte Continue) formation révolutionnaire italienne.

## Historique
L'album est enregistré en cinq heures sur un magnétophone 4-Pistes TEAC, avec une boite à rythmes branchée sur une chambre d'échos, tout en jouant la guitare, puis mixé en 2 heures. Le titre The Missing Boy est un hommage à Ian Curtis de Joy Division, sur le même label, et ami de Vini Reilly, qui venait de se suicider récemment.

## Sortie
LC est sorti en novembre 1981 sous la référence FAC 44.
Il est ré-édité en janvier 2013 chez Factory Benelux, en double-CD, incluant 23 titres bonus, en plus des 10 titres de l'édition originale.

## Liste des titres de l'édition 2013

### Disque 1
1. Sketch for Dawn (1)
2. Portrait for Frazier
3. Jaqueline
4. Messidor
5. Sketch for Dawn (2)
6. Never Known
7. The Act Committed
8. Detail for Paul
9. The Missing Boy
10. The Sweet Cheat Gone
11. Danny
12. Enigma
13. For Mimi
14. For Belgian Friends
15. Self-Portrait
16. Favourite Painting
17. Zinni

### Disque 2
1. Mavuchka
2. Experiment in Fifth
3. Portrait for Paul
4. The Act Committed
5. Portrait for Frazier
6. Never Known
7. Untitled LC Demo
8. For Patti
9. Weakness and Fever
10. The Eye and the Hand
11. Party
12. One Christmas for Your Thoughts
13. Hommage to Martinů
14. Sleep Will Come
15. Piece for an Ideal
16. Piece of Out of Tune Grand Piano

## Musiciens

### The Durutti Column
- Vini Reilly – voix, tous instruments, production
- Bruce Mitchell – percussions

### Personnel additionnel
- Stew Pickering – production
- EG – mastering
- Les Thompson – design pochette
- GYL – graphiste pochette
- Jackie Williams – peinture pochette
- John Nichols – photographie pochette